# Uloborus guangxiensis
Uloborus guangxiensis är en spindelart som beskrevs av Zhu, Sha och Chen 1989. Uloborus guangxiensis ingår i släktet Uloborus och familjen krusnätsspindlar. Inga underarter finns listade i Catalogue of Life.